# 沈師賢
沈師賢（1501年—1545年），字德秀，號渠陽，浙江湖州府德清縣人，民籍，明朝政治人物。

## 生平
嘉靖七年（1528年）戊子科浙江鄉試第二十五名舉人。嘉靖八年（1529年）中式己丑科會試第二百四十五名，登第三甲第二百二十五名進士。初授工部屯田司主事，升员外郎，榷税荆州。累官四川布政司參政。卒年四十五。

## 家族
曾祖沈璜；祖父沈孚；父沈觀，號北疇；母吳氏。具慶下。兄師聖。弟師儒。從弟沈朝臣。